# حدیث مرفوع
حدیث مرفوع، از اقسام خبر واحد در علوم حدیث است. این اصطلاح در علم درایه به معنای روایتی اطلاق است که یک یا بیشتر از یک راوی از آن، چه از میانه و چه از آخر سند افتاده باشند. دراین گونه روایت به مرفوع بودن روایت صراحت شده‌است. مثال برای روایت مرفوع: «روی الکلینی عن علی بن ابراهیم، عن ابیه، رفعه عن ابی عبدالله علیه السلام…». اینگونه رفع را از اقسام حدیث مرسل می‌دانند. نوعی دیگری از رفع وجود دارد که به حدیثی اطلاق می‌شود که آخر سند آن به قول، فعل یا تقریر امام اضافه شود، چه در سندش ارسال باشد یا نباشد. مثال برای این نوع حدیث مرفوع: «امام صادق علیه السلام چنین فرمود» یا «دیدم امام چنین کاری کرد» یا «من در محضر امام فلان کار را کردم و آن حضرت انکار نکرد.» این تعریف دوم از حدیث مرفوع، از اقسام مشترک بین چهار قسم اصلی حدیث است.